# Funky Kato
Funky Kato (ファンキー加藤, Funky Kato), né Shunsuke Kato (加藤 俊介, Kato Shunsuke) le 18 décembre 1978 à Hachiōji en la préfecture de Tokyo, est un auteur-compositeur-interprète japonais. Il est plus connu comme le chanteur de la bande Funky Monkey Babys, qui s'est dissoute en 2013.